# Телль, Кристиан
Кристиан Телль (рум. Christian Tell; 12 января 1808, Брашов, Королевская Венгрия, Австрийская империя — 4 февраля 1884, Бухарест, Королевство Румыния) — румынский политический, государственный и военный деятель, генерал, член временного правительства (1848), министр образования и культуры (1862—1866 и 1871—1874), министр национальной обороны (1871). Примар Бухареста (ноябрь 1870 - январь 1871).

## Биография
Из крестьян. Валашско-трансильванского происхождения. Окончил колледж Святого Саввы в Бухаресте. Последователь идей Георге Лазэра и Иона Элиаде-Рэдулеску, присоединился к румынскому национальному движению.
Участник русско-турецкой войны (1828—1829) в рядах армии Османской империи, в которой дослужился до чина капитана. В 1830 году присоединился к формирующемуся ополчению Валахии.
В 1843 году вместе с Ионом Гикой, Александру Голеску и Николае Бэлческу участвовал в организации тайного общества «Фрэция» («Frăţia» — «Братство»). Во время Весны народов во главе войск сражался в Валахии, заслужив прозвище «меч революции». В июне 1848 г. стал членом Временного правительства, а в июле — регентского совета. Был одним из основателей Национальной гвардии, в которой имел звание генерала.
После подавления революции жил в эмиграции во Франции и на Хиосе. Наряду с И. Рэдулеску и Николае Голеску принадлежал к политически умеренному крылу румынской эмиграции. Вернулся из ссылки в 1857 году. Член Консервативной партии Румынии.
Был членом ЦК Фокшан — законодательного органа Соединённых княжеств Молдавии и Валахии. С 1862 по 1866 год и с 1871 по 1874 год  занимал пост министра культуры. В 1870—1871 годах занимал пост примара Бухареста,  с 11 по 14 марта 1871 года — военный министр, сменил на этом посту Эустациу Пенковичи.